# Nagy kiábrándulás
A millerita mozgalomban a nagy kiábrándulás vagy nagy csalódás (angolul: Great Disappointment) annak az eseménynek a neve volt, hogy keresztény hívek csalódtak a Krisztus visszatérésének William Miller prédikátor által 1844. október 22-re datált időpontjában.

## Bekövetkezése

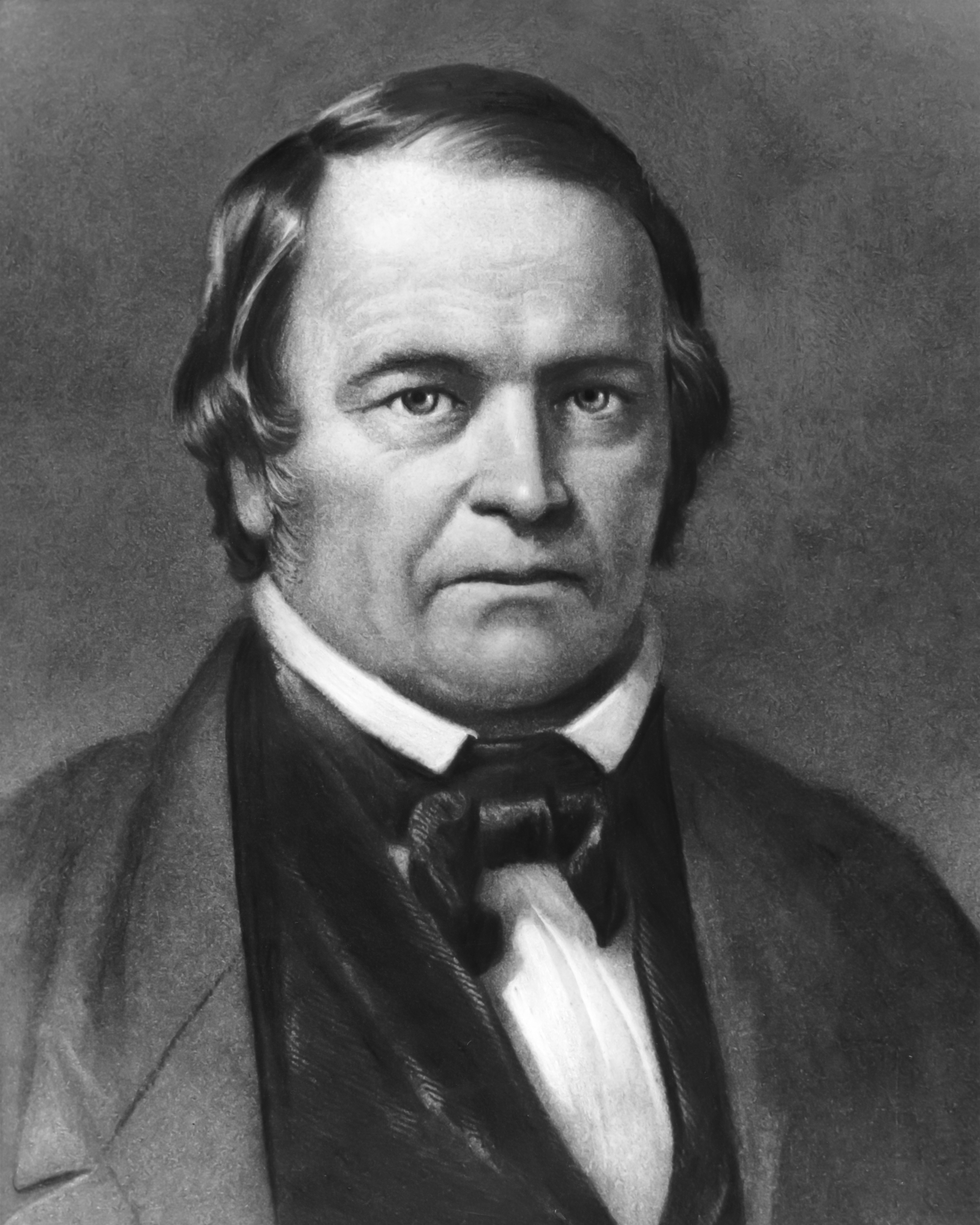
William Miller

1831 és 1844 között egy baptista szónok, William Miller indította el azt a megújító szellemet, amelyet később a történészek második nagy ébredésnek neveztek el. Ennek nyomán több mozgalom is indult a vallás megújítására. Köztük a Miller által kidolgozott újabb tételeket támogató, millerita mozgalom is.
Miller tizennégy pontot állított fel a Biblia értelmezésére vonatkozóan, melyre a Dániel 8:14 próféciája indította.
Később kiszámolta, hogy Jézus valamikor 1843. március 21. és 1844. március 21. között  visszatér a Földre. Miután ez az időszak elmúlt, Samuel Sheffield Snow módosította az időpontot 1844. október 22-ére, a karaita zsidók jom kippur ünnepére hivatkozva.
Amikor Jézus nem tűnt fel, Miller követői megtapasztalták azt, amit ma „nagy kiábrándulás”-nak nevezünk; több ezer hívő hagyta el a mozgalmat, de a keresztény vallást is. Közülük néhányan a Bibliájukat kezdték lapozgatni, hogy megtalálják a csalódásuk okát. Az a kevés hívő, aki kitartott Miller mellett, arra a következtetésre jutott, hogy Jézus 1844. október 22-én elkezdte az ítélet végrehajtását a mennyben, és a Földre csak később kerülhet a sor.
Miller is nagyot csalódott, beismerte tévedését, de az 1849-ben bekövetkezett haláláig várta a második eljövetelt.

## Hatása

### Hetednapi Adventisták
A Hetednapi Adventista Egyház történeti iratai gyakran említik az 1844. október 23-i reggelt, a Hiram Edson (1806–1882) látomást. Edson azt állította, hogy a látomásból kiderült, hogy William Miller által előre jelzett dátum tény és igaz. Későbbi Biblia-kutatásai rávezették őt és a korai hetednapi adventistákat, köztük Ellen White-t, hogy az 1844-es dátum helyes volt, de ez nem Krisztus eljövetelét jelezte, hanem ekkor vonult be az „égi szentélybe”, hogy megkezdje az igazak és gonoszak megítélését. Ez az ítélkezés előzi meg a második eljövetelt, amiről hiszik, hogy már nagyon közel van. 

### Charles Taze Russell és Jehova Tanúi
Jonas Wendell, az adventista hitszónok átélte az 1844-es hitehagyást. Miután felállított egy bibliai időszámítást, 1878-ra tette a Második Eljövetel dátumát. 1870-ben azonban kiadott egy füzetet, melyben 1873-ra tette annak bekövetkezését.
Charles Taze Russell és családja a Bibliában kereste a választ a nagy kiábrándulás okára; hamarosan nagy hatással lettek rá Wendell szónoklatai és a millerita mozgalom. 1874-re jósolta a Második Eljövetelt. Egy ideig, George Storrs (1796–1879) és George Stetson munkatársa volt a világméretű misszionáriusi tevékenység megfogalmazásában, elindult a Bibliakutató mozgalom, megalakult a Watchtower.
1933-ban egy nagyobb egyházszakadás történt, amikor az új vezetés 1914-re (?) helyezte át a második eljövetel dátumát, a fő ág ekkor Jehova Tanúi névvel kezdte megkülönböztetni magát a mozgalom többi szervezetétől. Sokan visszautasították ezt és a mai Bibliakutatók legtöbbje 1874-et tartja a második eljövetel kezdetének.

### Tanulmányok
Vallási esettanulmányok készültek a nagy kiábrándulásról, mint kiemelkedő példa arra, hogy milyen pszichikai hatása van a tömegekre a téves próféciáknak; példa a kognitív disszonancia jelenségének bekövetkezésére. Ilyen jelenségek elég gyakran előfordulnak vallási közegben.
Az elméletet Leon Festinger mutatta be, az új hiedelmek és az áttérések megnövekvő számának magyarázatára, hogy csökkentse a be nem következett próféciák eredményezte feszültségeket, disszonanciát. Az elmélet szerint a hívők feszült, stresszes állapotba kerültek, amikor 1844-ben Jézus nem jelent meg újra az embereknek, és ezt sokféleképpen magyarázták. A különböző megoldások a meghiúsulást átélő átesett csoportok tanainak részeit alkotják.

## Egyéb kapcsolódó mozgalmak

### Bahái hit
A bahái hívők úgy gondolják, hogy William Miller értelmezése az előjeleket és a dátumot illetően is nagyrészt helyes volt. A Báb 1844. május 23-án kijelentette, hogy ő a kereszténységben és az iszlámban megjövendölt Megígért. Októberben, amikorra 18 személy egymástól függetlenül felismerte a Báb állását, szétküldte őket, hogy osszák meg az örömhírt. Tanításaiért 8 év alatt tízezer követője és ő is mártírhalált halt. Tanításai megalapozták a bahái hitet, amelynek alapítójának, Baháalláhnak a végső száműzetési helye a szentföldi Akko városa volt a Kármel hegy közelében. Több bahái könyv is említést tesz Miller és a millerita próféciákról, melyek közül a legjelentősebb William Sears Thief in the Night című könyve.